# イオンモール多摩平の森
イオンモール多摩平の森（イオンモールたまだいらのもり）は、東京都日野市にあるショッピングセンターである。2014年（平成26年）11月20日開業。

## 概要
「都市再生機構」と「日野市」が進める団地の建て替え事業の一環として生み出した用地を、27年間の定期借地権で「イオンモール」が借りて建設した鉄骨造り地下1階・地上6階建ての商業施設である。
豊田駅北口から約200mという駅前立地で、広域からの集客を目指すのではなく、近隣住民を対象として「毎日来店してもらえる」ことを目指した小商圏型のショッピングセンターを目指して開業した。
そのため、開業時には食品関連の売り場を強化しており、1階は開業時点では地域最大の食のフロア「グランマルシェ」とされた。
また、開業時点で施設の奥に位置した核店舗の「イオンスタイル多摩平の森店」は、開業時には食品と医薬品・化粧品類などに特化し、衣料品や住居関連品などの売り場を大幅に削減した売り場構成とされたため、サービスカウンターに設置された端末で店頭に無い商品を注文して受け取る試みも導入された。
こうした食関連の強化の一環として、約750席のフードコート「森のキッチンコート」や、本館と外部棟の両方にまたがる形でレストラン街も設置された。
正面玄関前には約1,000m2の広場を設けて地域のイベントに開放すると共に、正面玄関付近には日野多摩平郵便局を移転させると共に写真プリント店やフィットネスクラブなどのサービス関連を集めて駅前通りなど地元との関係性の強化を図ると共に、オープンカフェもある川の流れる遊歩道をレストラン街のある本館と駅前通り沿いに建てられた外部棟の間には配置するなど、町を含めた野外とのつながりを意識した施設構成とされた。
また、屋上庭園の「四季の森ガーデン」や「丘の原っぱ」など約7,800m2を緑化しており、敷地面積の約25%が緑に覆われている。

### 年表
- 2011年（平成23年）11月11日 - 「多摩平の森商業施設街区」土地賃借事業者がイオンモール株式会社に決定[6]。
- 2013年（平成25年）10月23日 - 起工式[7]。
- 2014年（平成26年）11月20日 - 開業[2]。

## 主なテナントや施設

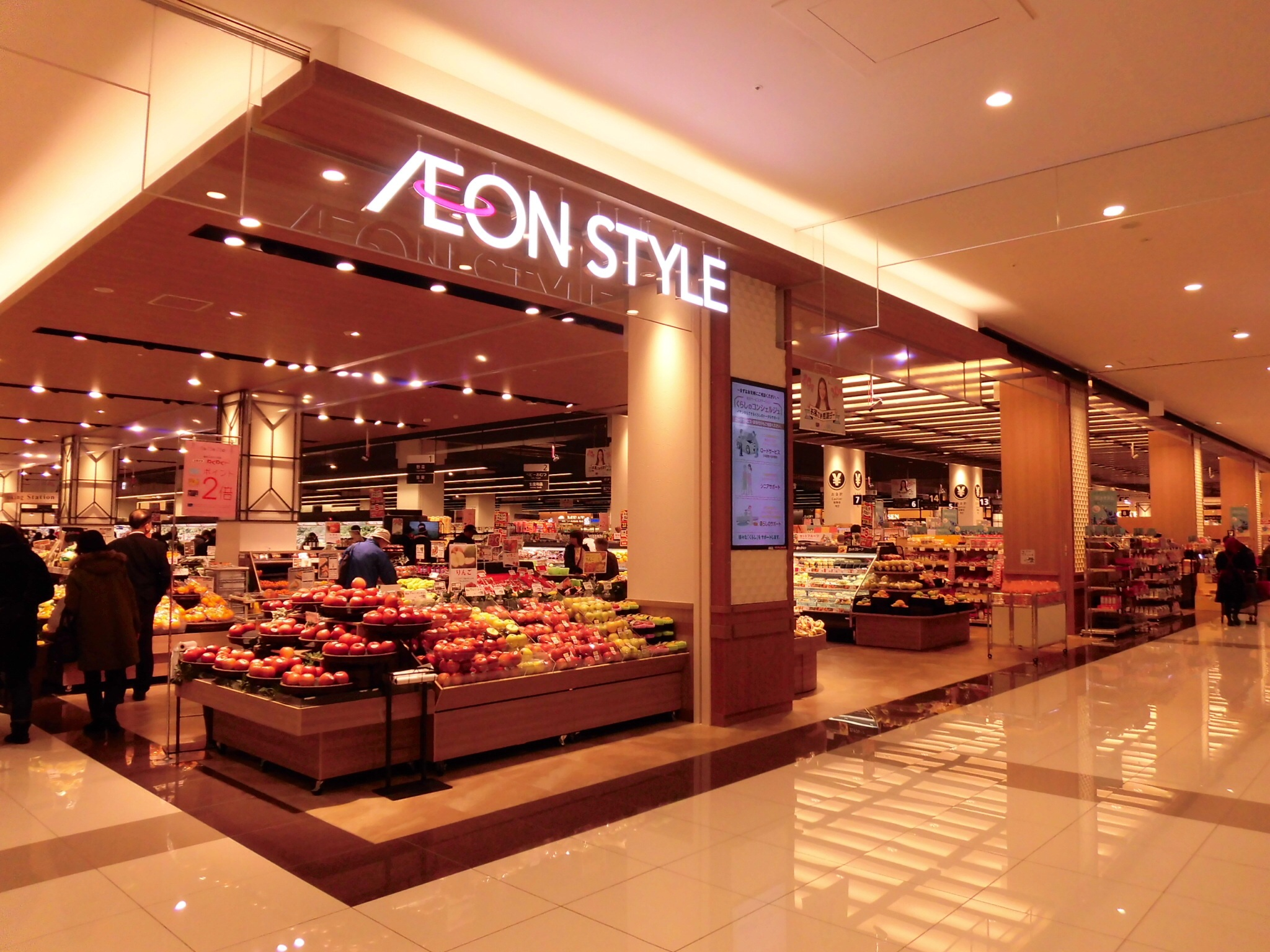
イオンスタイル多摩平の森

開業時には、「イオンスタイル多摩平の森店」を核店舗として、約130店が出店した。
開業時のフロア構成は、1階は食関連中心、2階は衣装品が中心。3階はゲームセンターなど親子向けサービス及びエンターテインメント店舗が中心とされた。
飲食店や物販店などの店舗以外にも、子育て支援施設や多目的ホールなども併設している。
- イオンスタイル多摩平の森[8]

店舗面積約6,386m2。
食品と医薬品・化粧品類などに特化し、衣料品や住居関連品などの売り場を大幅に削減した売り場構成。
開業当時より東京都初出店となる提案型を標榜する売場「イオンスタイル」を導入しており、フランスの大手冷凍食品専門店「ピカール」の商品を扱う売り場や、量り売りを導入した水産、対面販売の天ぷらなど新たな形の売り場も設けられた。
なおピカールは2015年10月をもって撤退した。また2021年6月には並ばないレジ「レジゴー」を導入すると発表し同時にセミセルフレジを導入した。
- zakka360

衣料品・住居関連品売り場を担うインショップ型店舗。
イオンリテール株式会社直営ではあるものの、イオンスタイルの売り場ではないため特典などが異なる。
- 無印良品[4]
- ザ・ダイソー[4]
- GU[4]
- 未来屋書店[4]
- 日野多摩平郵便局[3]

- 多目的ホール「イオンホール」[4]

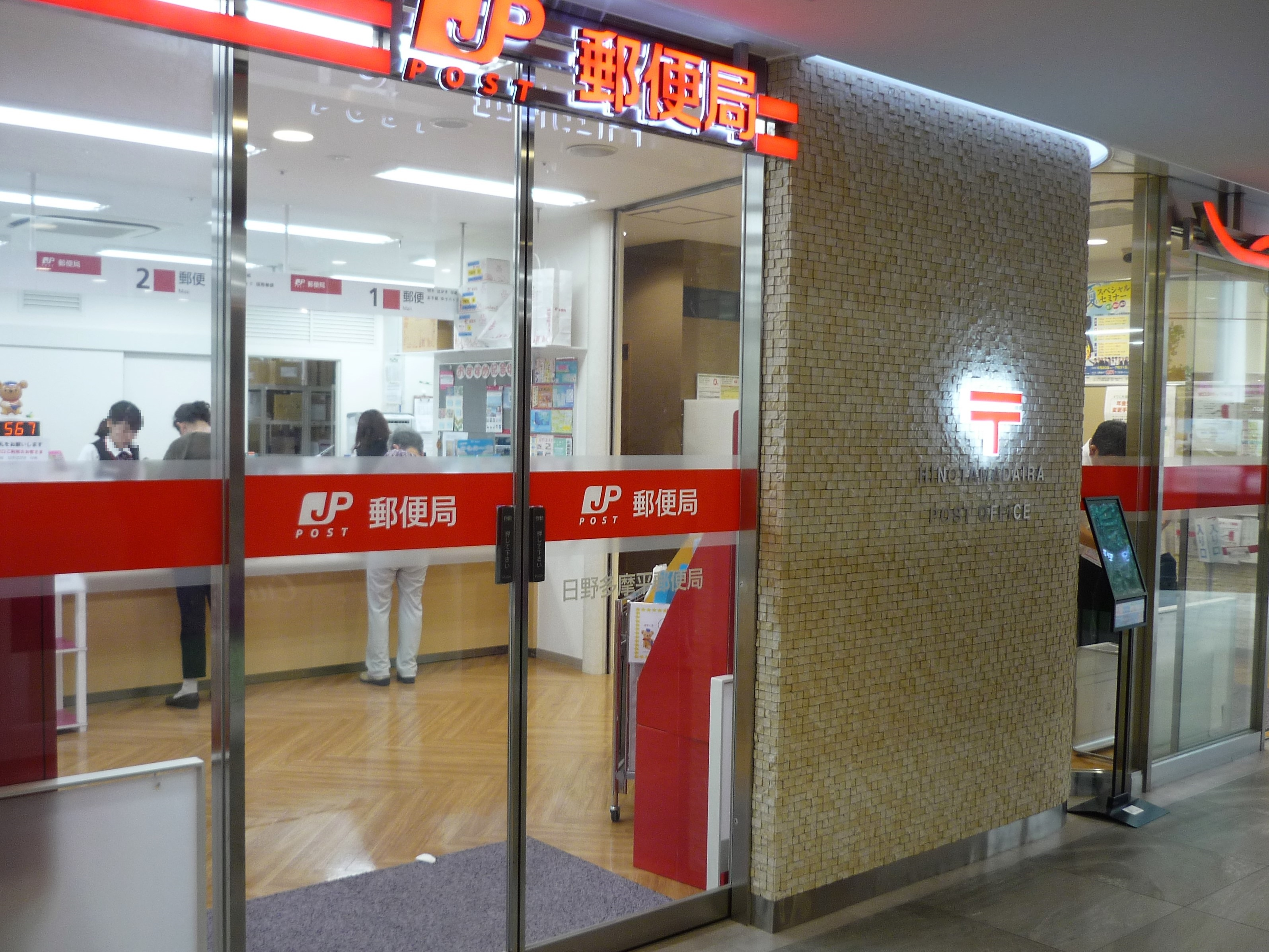
1階にある日野多摩平郵便局
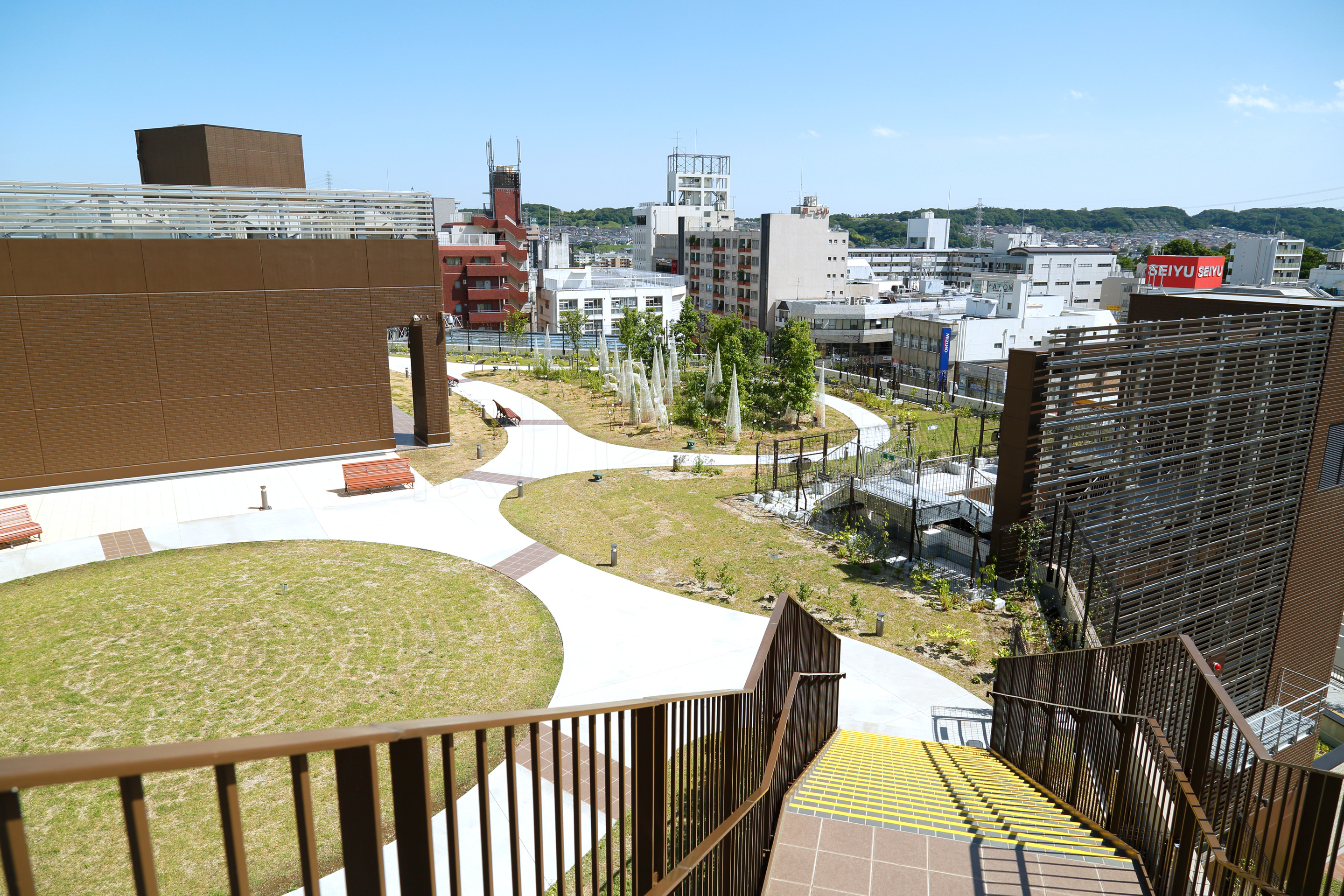
3階にある「四季の森ガーデン」 ※ 遊具設置前
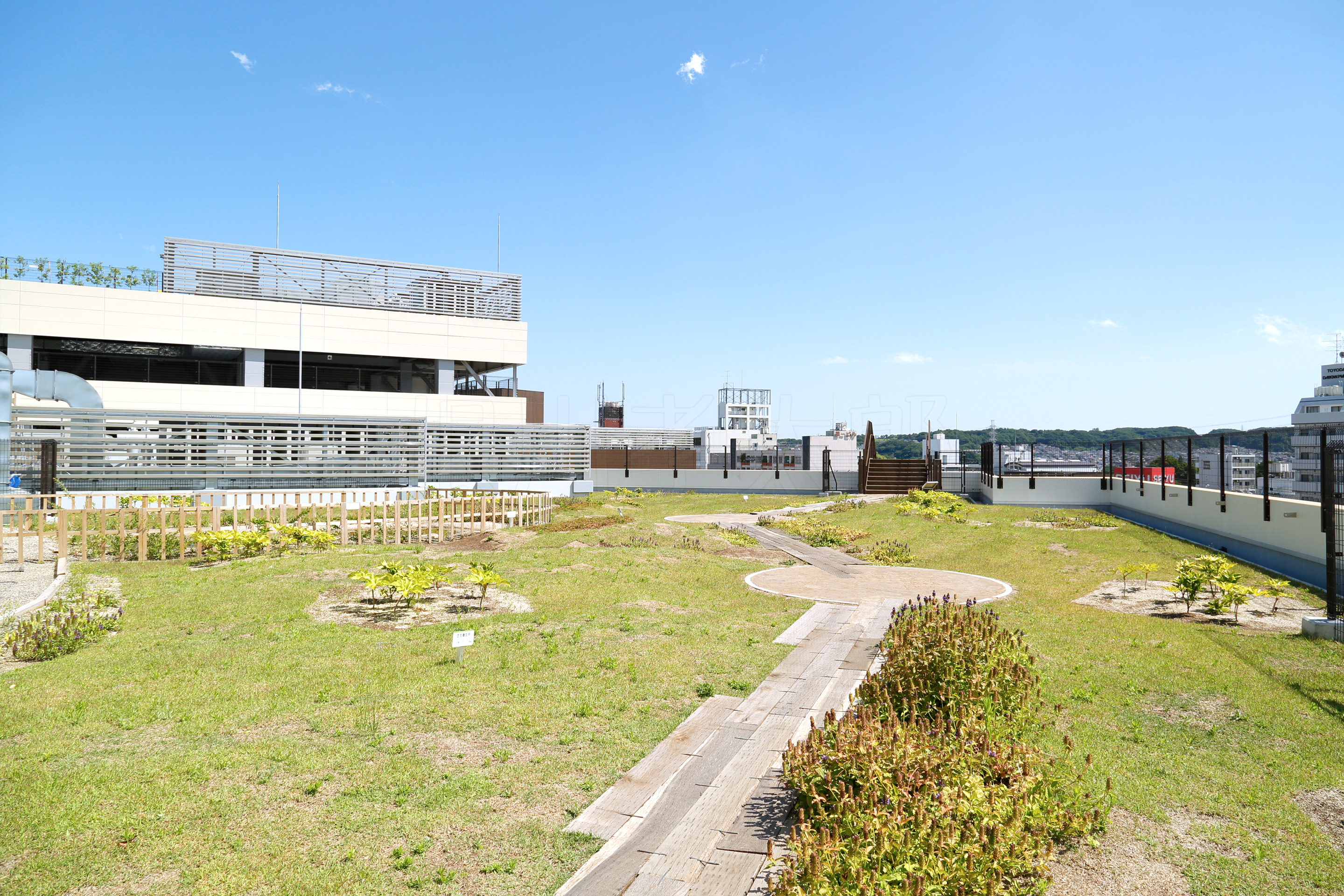
同4階にある「森の原っぱ」
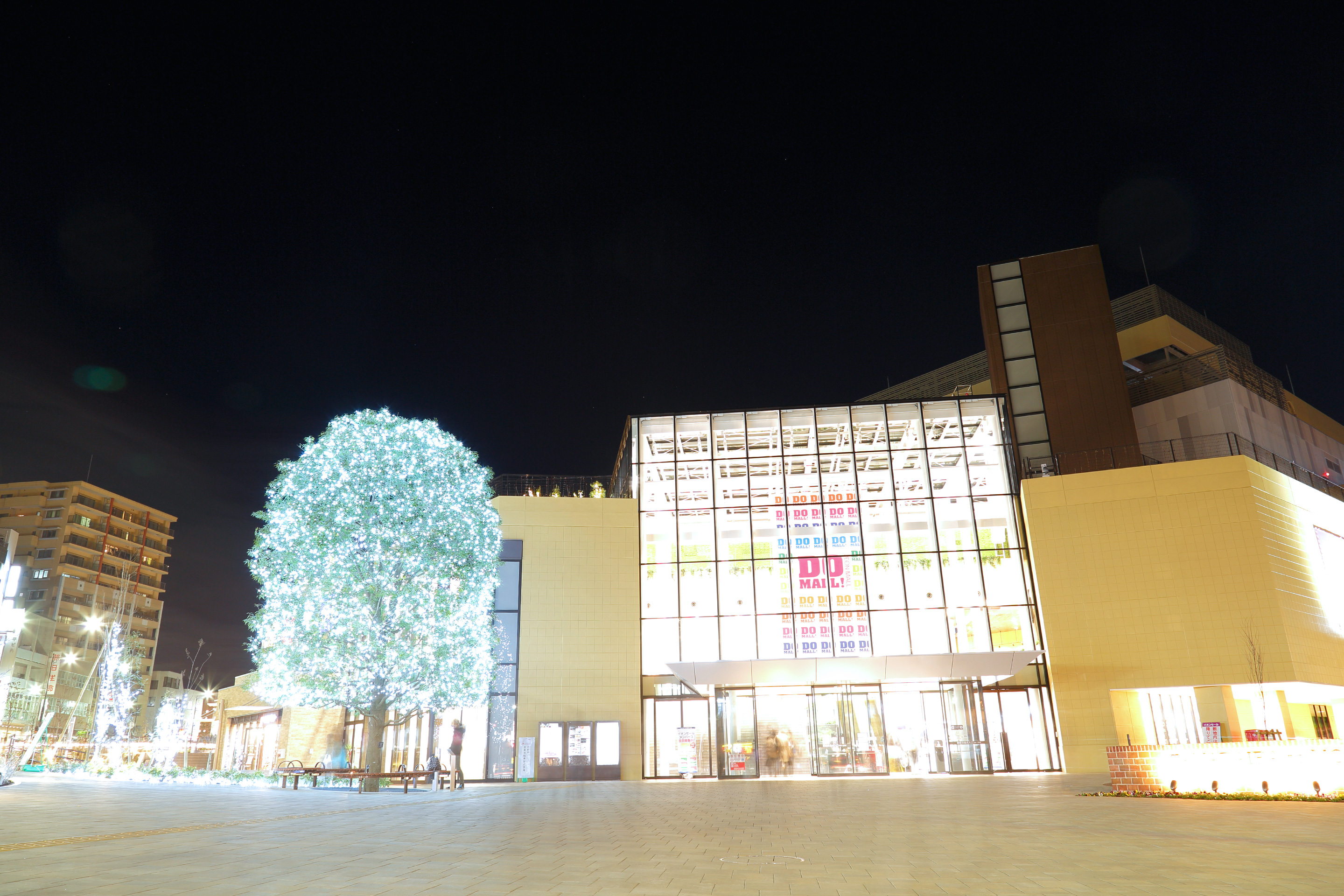
夜間のエントランス（長時間露光）
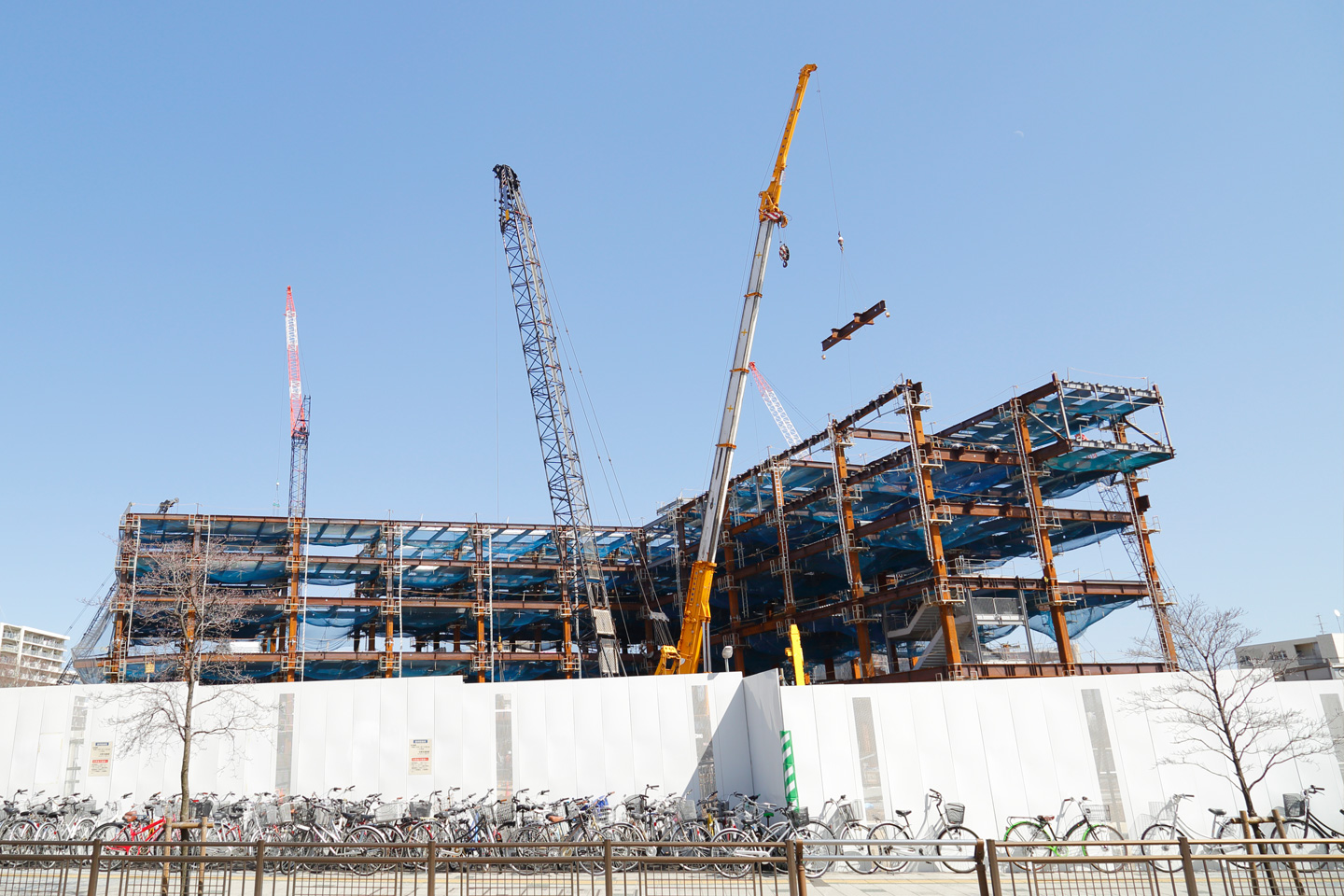
建設途中

## 交通
- 豊田駅北口から約200m[3]。

- 近隣住民の利用を中心に据えており[3]、駐車場の約980台収容でき、また、約940台を収容する駐輪場が併設されている[9]。